# Gyirong
Gyirong lub Jilong (tyb. སྐྱིད་རོང་རྫོང / སྐྱིད་གྲོང་རྫོང, Wylie: skyid (g)rong rdzong, ZWPY: Gyirong Zong; chiń. upr. 吉隆县; pinyin Jílóng Xiàn) – powiat we południowej części Tybetańskiego Regionu Autonomicznego, w prefekturze Xigazê. W 1999 roku powiat liczył 11 506 mieszkańców.